# Bury Tomorrow
Bury Tomorrow es una banda británica de metalcore melódico formada en 2006 en Southampton, Hampshire, Inglaterra. 
La agrupación está integrada por cinco miembros, el vocalista principal Daniel Winter-Bates, el guitarrista y vocalista secundario Jason Cameron, el bajista Davyd Winter-Bates, el baterista Adam Jackson y el guitarrista principal Kristan Dawson, quien reemplazó al guitarrista fundador Mehdi Vismara en 2013. Bury Tomorrow ha publicado seis álbumes de estudio, siendo el más reciente Cannibal, publicado el 3 de julio de 2020.

## Historia

### Portraits(2006–2010)
El grupo fue formado en 2006 en Hampshire, Inglaterra. Inicialmente el grupo estaba conformado por Jason Cameron guitarrista rítmico y vocalista, el baterista Adam Jackson, el vocalista gutural Daniel Winter-Bates, el bajista Davyd Winter-Bates (hermano de Daniel) y el guitarrista principal Mehdi Vismara. A pesar de que se puede leer en la prensa que el "metalcore" se ha convertido en un insulto para el género, la banda fue firme para probar que el metalcore sigue siendo relevante. Davyd Winter-Bates ha comentado sobre el interés del grupo en dicho estilo diciendo "desde el primer día hemos estado verdaderamente orgullosos de llamarnos metalcore". En 2007 ellos mismo publicaron su EP debut "The Sleep of the Innocents". Su álbum debut "Portraits" fue publicado por Basick Records en Gran Bretaña en octubre de 2009. Dos videos musicales fueron grabados para apoyar el lanzamiento del álbum pero solo uno "You and I" fue transmitido en los canales musicales. El video musical "You and I" fue grabado en Southampton Solent University, en él se presentaba a Bury Tomorrow tocando frente a 200 fanes. El vídeo se rodó durante dos días, en el segundo día se centraron en la actuación del grupo frente a los 200 espectadores. "You and I" fue transmitido en MTV2 en Estados Unidos, por Scuzz en el Reino Unido y por Much Music en Canadá. Portraits fue publicado en Estados Unidos y Japón por Artery Recordings en marzo de 2010. En el transcurso del 2010 Bury Tomorrow realizó giras continuamente, en Estados Unidos, Europa y Japón. En sus conciertos la banda apoyaba a otras bandas de metalcore como Asking Alexandria, Of Mice and Men, Sleeping With Sirens y Pierce the Veil.

### The Union of Crowns(2011–2013)
En 2011 la banda estuvo bajo gran presión por parte de la discográfica americana Artery Recordings, que un principio quería convencerlos de trasladarse e instalarse en los Estados Unidos. Sin embargo los integrantes del grupo sintieron que la discográfica trataba de manipularlos y transformarlos en algo que no eran al sugerir la incorporación de más elementos electrónicos en su estilo musical. Descartaron trasladarse a Estados Unidos, debido a su falta de experiencia en el país, como consecuencia la comunicación entre la agrupación y la discográfica se rompió. Además el conjunto perdió a su discográfica y a su agencia de representación en Estados Unidos y Japón debido a una serie de correos electrónicos. La única persona que permaneció de su lado fue su representante Británico, quien dijo: ”Nadie los quiere tocar. Ni siquiera hay bandas que nos quieran llevar de tour.” La banda contaba con tan poco dinero que ni siquiera podían permitirse grabar en estudio su nuevo álbum escrito en 2011. Su agente consiguió que pudieran presentarse en el Slam Dunk Festival y el Ghostfest en Leeds. Para entonces los integrantes de Bury Tomorrow ya tenían tan poca confianza en el futuro del conjunto que pensaron que esos serían sus últimos espectáculos.
Sus presentaciones en estos festivales fueron bien recibidas por sus fanes, lo cual restauró una buena parte de su confianza perdida. En Ghost Fest, Bury Tomorrow conoció a su futuro mánager, quien sugirió que olvidaran el álbum que habían escrito, en su lugar compusieron y grabaron “Lionheart”, el primer sencillo de lo que posteriormente sería su segundo álbum. El tema fue lanzado el 8 de septiembre de 2011 y fue acompañado por un video musical de promoción publicado el 13 de septiembre. Bury Tomorrow apoyó a la banda británica de metalcore While She Sleeps el 9 de octubre, para luego embarcarse en una gira por Gran Bretaña en diciembre. El 6 de diciembre, 2 días antes de empezar con la gira, lanzaron un video de su sencillo “Royal Blood”, dirigido por Thomas Welsh. “Royal Blood” fue posteriormente transmitido por Radio 1 durante la programación diurna en víspera de Navidad.

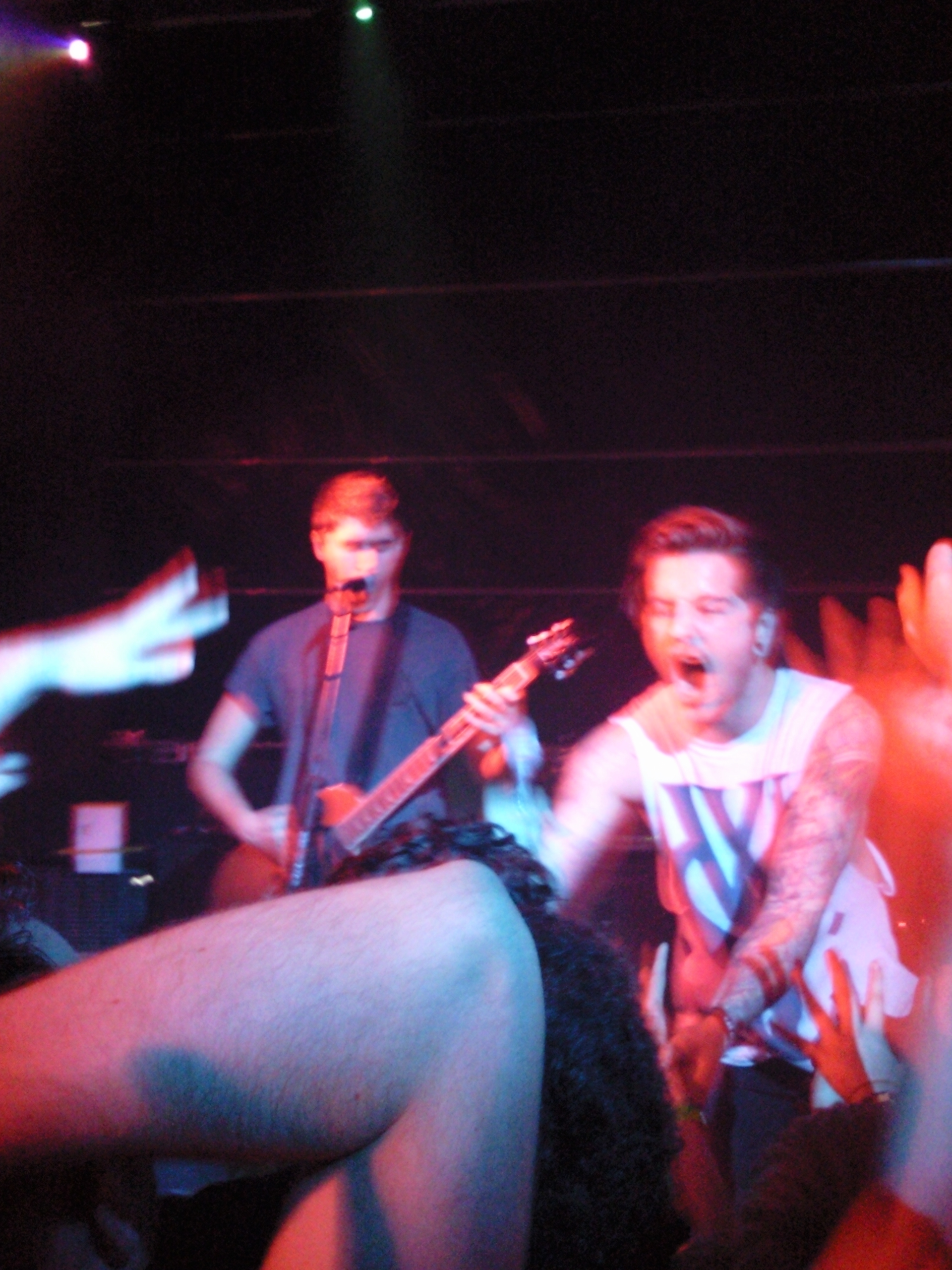
Los vocalistas de Bury Tomorrow Jason Cameron (izquierda) y Dani Winter-Bates (derecha) en 2012

Bury Tomorrow pasó los primeros meses de 2012 grabando su segundo álbum, dedicando pocas fechas a la gira, la cual apoyaba el lanzamiento de su nueva producción.  El 18 de marzo, se presentaron en el Festival de Southampton’s Takedown, en donde reiteraron su apoyo a la banda Of Mice & Men, asimismo se presentaron en Hit The Deck Festival el 13 de abril del mismo año.  También hicieron apariciones en el Greenfield Festival el 17 de junio y en Ghostfest en Leeds el 20 de junio de 2014. El 14 de abril Bury Tomorrow anunció que habían firmado un contrato con Nuclear Blast, además confirmaron la portada, la lista de canciones y la fecha de lanzamiento de su nuevo álbum: The Union Of Crowns. El conjunto declaró que poder trabajar con la nueva discográfica les permitió grabar de la manera que querían, lo cual hubiera sido imposible con su discográfica anterior, Artery Records. El álbum fue grabado en Ridgway Sound Studio ubicado en Wantage. El lanzamiento se llevó a cabo el 13 de julio en Europa, el 16 en el Reino Unido y el 17 en los Estados Unidos.
Se lanzaron 2 sencillos para promocionar The Union Of Crowns: “An Honourable Reign”, que debutó en BBC Radio 1 y “Knight Life”. En el Reino Unido el álbum obtuvo la posición 6 en el Rock and Metal Chart, mientras que en los Estados Unidos alcanzó el puesto 25 en el Top Heatseekers Chart (la lista de los más buscados). El álbum vendió 1,062 copias en la primera semana de lanzamiento. Bury Tomorrow se presentó en una única fecha el 10 de julio en Camden Underworld, en donde mencionó su incondicional apoyo a la banda I Killed the Prom Queen en su gira por Europa, todo esto antes de hacer una aparición en el Heavy Music Festival a principios de agosto.  También hicieron una gira por Gran Bretaña con las bandas Architects, Deez Nuts y The Acacia Strain en noviembre. Esta gira fue realizada para promocionar la aparición de Bury Tomorrow y Architects en UK Warped Tour, en Alexandra Palace en Londres el 10 de noviembre de 2012.
A finales de enero de 2013 el conjunto anunció que su guitarrista principal Mehdi Vismara había abandonado Bury Tomorrow y que Kristan Dawson lo sustituiría. Describieron a Dawson como un guitarrista mucho más técnico y más enfocado en riffs, este cambio complementaba las ideas de estilo de la banda para su tercer álbum. En febrero la banda apoyó a la agrupación The Ghost en el “Rock Sound Impericon Exposure Tour” en el Reino Unido. El vocalista Dani Winter-Bates hizo una aparición como invitado para la canción “Broken Lights” del álbum Almost There de la banda Heart in Hand, lanzado el 11 de febrero.
Bury Tomorrow dejó de promocionar The Union Of Crowns en 2013 después de aparecer en diversos festivales incluyendo Slam Dunk Download, Greenfield, Reading Festival, Leeds Festival, Summerjam, Schools Out, Pell Mell y SummerBlast, y una gira dentro y fuera del Reino Unido en septiembre. Rock Sound aclamó su espectáculo en Leeds Festival declarando: “Llegaron como desvalidos, pero dada la recepción que tuvieron esa tarde, es seguro que Bury Tomorrow se irá con algunos nuevos amigos”. En noviembre Bury Tomorrow fue a los Estados Unidos para componer y grabar su tercer álbum.

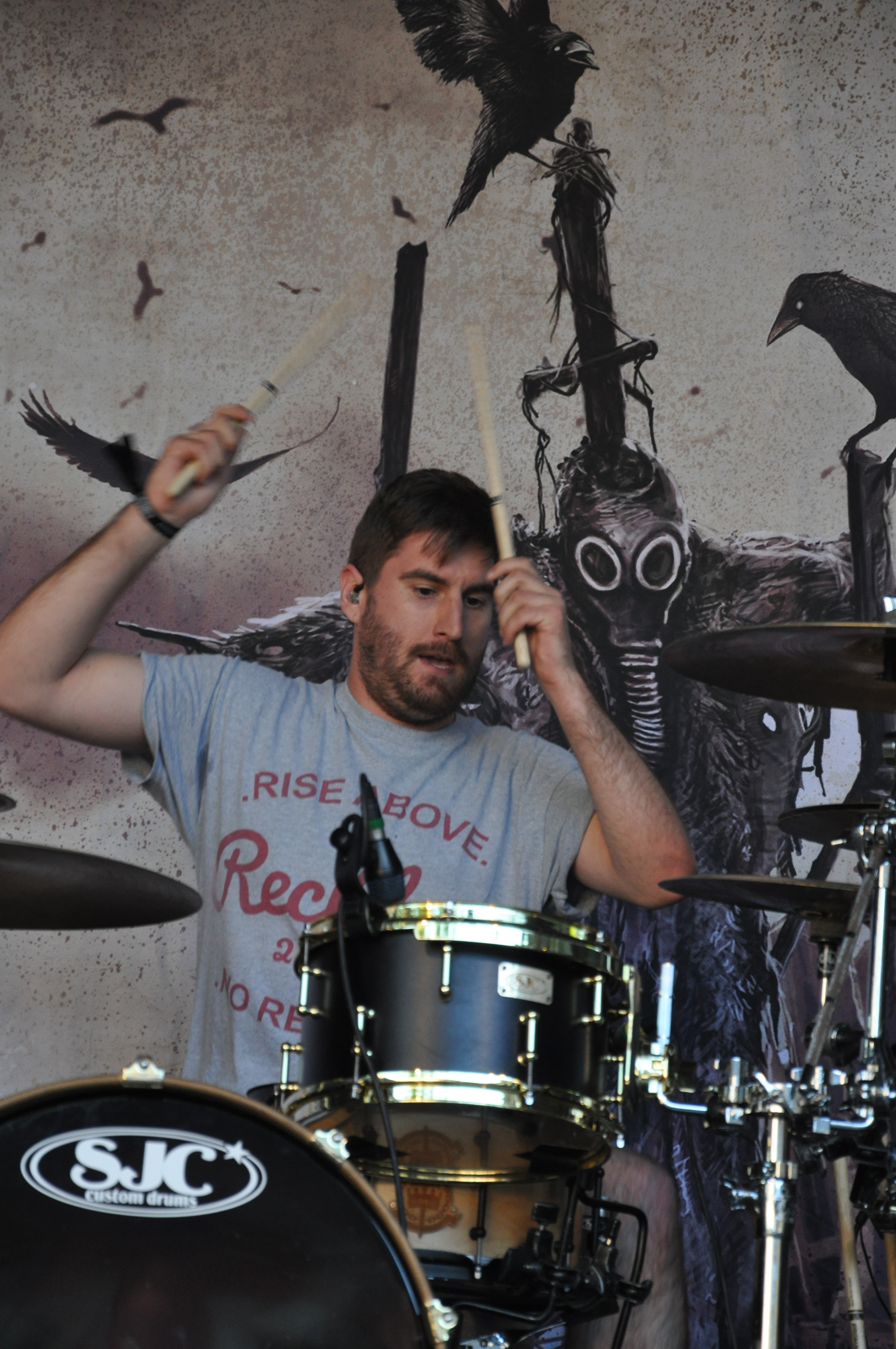
Drummer Adam Jackson en el Summerblast Festival de 2014

### RunesyEarthbound(2014–presente)

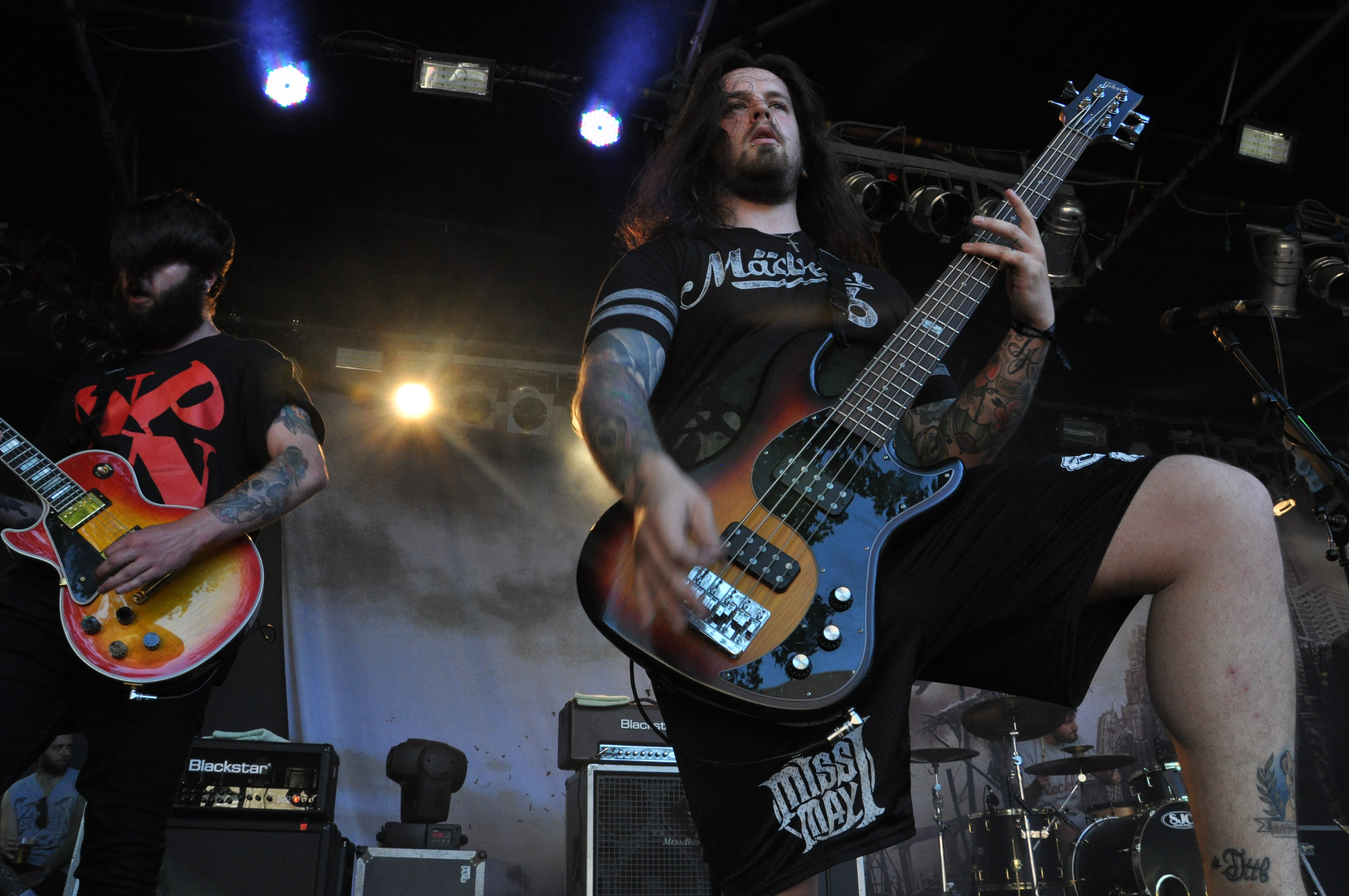
Guitarrista principal Kristan Dawson (izquierda) y el bajista Davyd Winter-Bates (derecha) en el Summerblast Festival 2014

El 6 de enero de 2014, Bury Tomorrow anunció el lanzamiento de su tercer álbum de estudio, titulado Runes, el 26 de mayo a través de Nuclear Blast, así como el lanzamiento de un track exclusivo, titulado “Watcher”, que debutó en el Rock Show de Radio 1 a la media noche del 6 de enero. También anunciaron una gira por Europa con Chunk! No, Captain Chunk!, "Demoraliser and Napoleon", la cual se llevó a cabo en mayo. El video musical de su primer sencillo del álbum Runes, “Man On Fire”, fue lanzado el 25 de febrero, seguido de "Of Glory" el 13 de mayo. El álbum estuvo disponible a través de transmisiones exclusivas por Rocksound el 21 de mayo de 2014, unos días antes de su lanzamiento el 26 de mayo. Para junio de 2014 Bury Tomorrow había alcanzado el número 1 en la tabla oficial de Rock y el número 34 en la tabla oficial de álbumes, ambas del Reino Unido.[cita requerida] Más tarde, en junio anunciaron otra gira europea para octubre, con el apoyo de Hands Like Houses, In Hearts Wake y Slaves. En febrero de 2015, recorrieron el Reino Unido junto con Don Broco, We Are the In Crowd y Beartooth como parte de tour Kerrang! Tour.
Durante su presentación en el Slam Dunk North Festival 2015, Bury Tomorrow anunció que justo habían terminado de trabajar en su cuarto álbum, pero no revelaron cuándo sería lanzado. En el Reading and Leeds Festival de 2015, estrenaron la primera canción del nuevo disco.[cita requerida] El 1 de noviembre, lanzaron oficialmente la canción, titulada “Earthbound” acompañada de un video musical. El lanzamiento mundial de su cuarto álbum, también titulado Earthbound, se llevó a cabo en enero de 2016 vía Nuclear Blast.[cita requerida] El 15 de febrero de 2016, Bury Tomorrow firmó un contrato con UPRAWR Music Publishing.

## Estilo musical
Bury Tomorrow ha sido principalmente descrito como una banda de metalcore melódico pero también ha sido clasificado como post-hardcore. El escritor de AllMusic, Gregory Heaney,  resumió su estilo como:" Una compensación entre capas de melodía agradable y atmosférica y repentinas ráfagas de traqueteo; la banda utiliza sus rupturas para crear un efecto de buen y mal humor, como si las canciones estuvieran dando bandazos en un tanque." Daniel Winter-Bates ha señalado que le gusta la diversidad del estilo que la banda posee, ya que les permite ir de lo más “pesado” a lo más “ligero” con facilidad.
La banda utilizó como fuente primaria de inspiración a bandas previas de metalcore. El periodista Merlin Alderslade del periódico Metal Hammer comentó acerca de su estilo lo siguiente: "Un quinteto feroz, inspirador y glorioso,  han visto el coronamiento de logros de una nueva generación de bandas de metal que han sido detestados en una dieta de bandas como The End of Heartache, Waking the Fallen y Reroute To Remain". Antes del lanzamiento de su tercer álbum, Runes, Bury Tomorrow señaló que sería algo más técnico, de "la vieja escuela" y en línea con artistas como: As I Lay Dying y Killswitch Engage en comparación a sus lanzamientos anteriores.

## Miembros
Actuales
- Daniel Winter-Bates – vocalista gutural (2006–presente)
- Ed Hartwell – guitarra rítmica (2021–presente)
- Davyd Winter-Bates – bajista (2006–presente)
- Tom Prendergast – tecladista, voz secundario (2021–presente)
- Adam Jackson – baterista (2006–presente)
- Kristan Dawson – guitarra principal, backing vocals (2013–presente)[25]

Anteriores
- Mehdi Vismara – guitarra principal (2006–2013)
- Jason Cameron – guitarra rítmica, clean vocals (2006–2021)

## Discografía
Álbumes de estudio
- Portraits (2009)
- The Union of Crowns (2012)
- Runes (2014)
- Earthbound (2016)
- Black Flame (2018)
- Cannibal (2020)
- The Seventh Sun (2023)
- Will You Haunt Me, with That Same Patience (2025)

## Reconocimientos
El 7 de mayo de 2014 se anunció que Bury Tomorrow había sido nominado al premio 'Best British Newcomer' en los Kerrang! Awards del 2014.